# 哈克图湖
哈克图湖，是一个位于中国内蒙古自治区阿拉善盟阿拉善左旗超格图呼热苏木境内的内流盐湖，位于超格图呼热苏木政府驻地西北约43.5千米的腾格里沙漠中，湖面海拔1323.00米，面积3.3平方千米。